# نارانگولا
نارانگولا (به لاتین: Narangolla) یک منطقهٔ مسکونی در سری‌لانکا است که در استان مرکزی (سری‌لانکا) واقع شده‌است.